# Signs of Chaos
Signs of Chaos — первый сборник песен американской трэш-метал-группы Testament, выпущенный в 1997 году.

## Об альбоме
В Signs of Chaos входят песни с первых альбомов коллектива: «The Legacy», «The New Order», «Practice What You Preach» и другие.

## Список композиций
1. «Signs of Chaos»
2. «Electric Crown»
3. «The New Order»
4. «Alone in the Dark»
5. «Dog Faced Gods»
6. «Demonic Refusal»
7. «The Ballad»
8. «Souls of Black»
9. «Trial by Fire»
10. «Low»
11. «Practice What You Preach»
12. «Over the Wall»
13. «The Legacy»
14. «Return to Serenity»
15. «Perilous Nation»
16. «Sails of Charon»
17. «Draw the Line»

## Участники записи
- Чак Билли — вокал
- Алекс Скольник — лидер-гитара на 1-4, 7-9, 11-15
- Эрик Питерсон — ритм-гитара
- Грег Крстиан — бас на всех, кроме 6
- Луи Клементе — ударные на 1-4, 7-9, 11-15
- Джеймс Мёрфи — лидер-гитара на 5, 10
- Джон Темпеста — ударные на 5, 10
- Джин Хоглан — ударные на 6